# Funicular dos Guindais
De Funicular dos Guindais, of Guindais kabelspoorweg, is een kabelspoorwegsysteem in de Portugese stad Porto.
De originele kabelspoorweg werd in 1891 in gebruik genomen. Twee jaar later werd hij alweer gesloten na een ernstig ongeluk. Als onderdeel van het plan om het openbaar vervoer in Porto te verbeteren, werd op dezelfde plaats een nieuwe kabelspoorweg gebouwd en op 24 februari 2004 geopend. De kabelspoorweg loopt tegen een steile helling vanaf de kade in Ribeira naar het plateau van Batalha.
De reistijd is met drie minuten relatief kort. De passagiers krijgen na het verlaten van de 90 meter lange tunnel een panorama over het dal voorgeschoteld inclusief de Luis I-brug, een brug ontworpen door Théophile Seyrig (een compagnon van Gustave Eiffel); de kades van Ribeira; en Cais de Gaia met hun veelvoud aan opslagplaatsen voor port en de traditionele portschepen aan de Gaia-zijde van de rivier de Douro en natuurlijk de rivier zelf.
Het traject van de kabelspoorweg is slechts 281 meter lang met een hoogteverschil van 61 meter, wat ongeveer neerkomt op een gemiddeld stijgingspercentage van 20% (met als maximum zelfs 45%). Het is daarmee een van de sterkst hellende kabelspoorwegen ter wereld. De kabelspoorweg wordt geëxploiteerd met twee rijtuigen die elk 25 personen kunnen vervoeren. De voertuigen kunnen elkaar passeren bij een kort passeergedeelte aan het eind van de tunnel.
De dienstregeling loopt in de maanden oktober t/m mei op zondag t/m donderdag van 8 uur tot 20 uur en op vrijdag en zaterdag van 8 uur tot middernacht. In de maanden juni t/m september is de dienst op zondag t/m woensdag van 8 uur tot 22 uur en op donderdag t/m zaterdag van 8 uur tot middernacht. De kabelspoorweg is eigendom van de Metro do Porto.

## Galerij

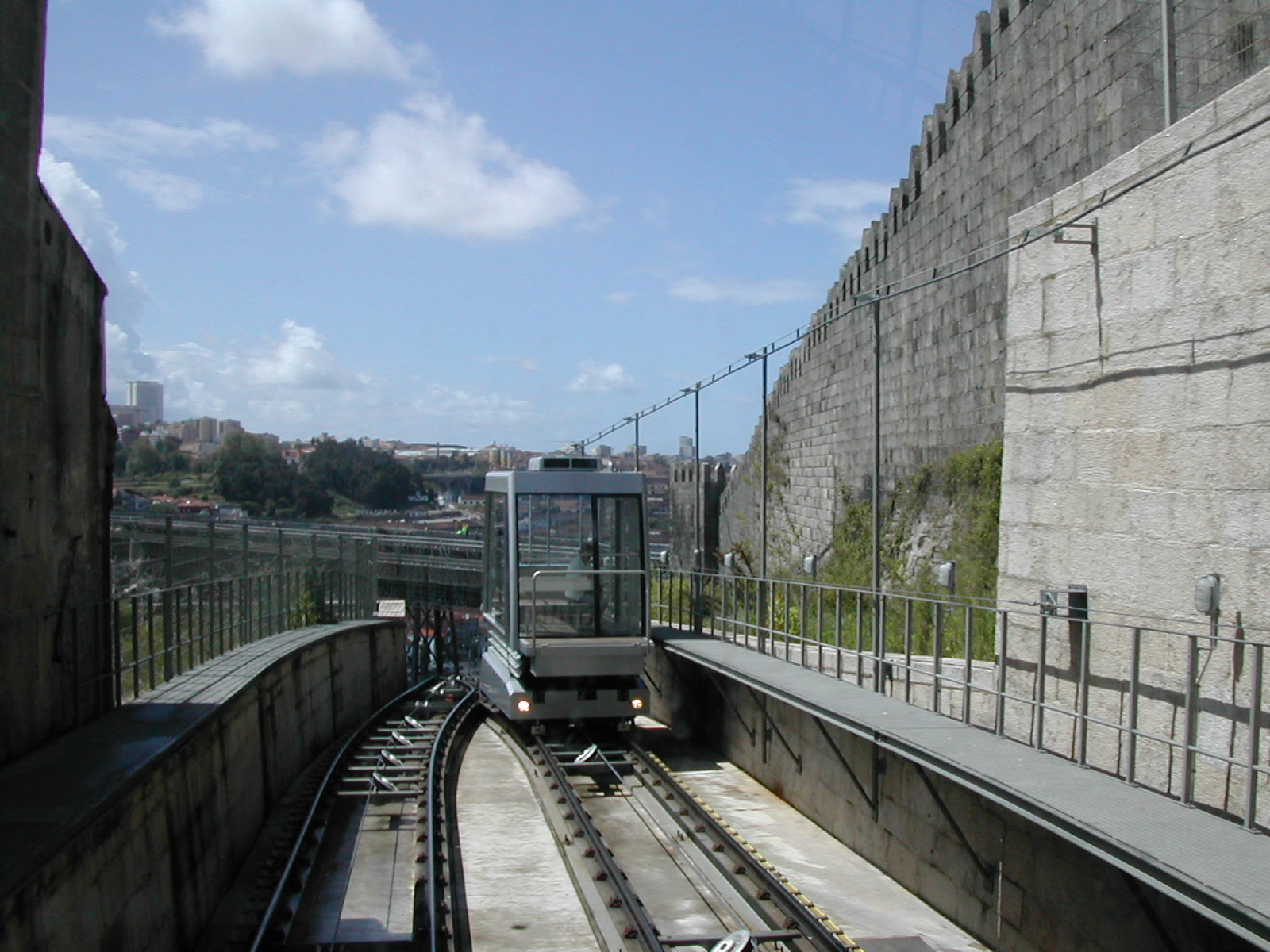
Voertuig bij het passeergedeelte
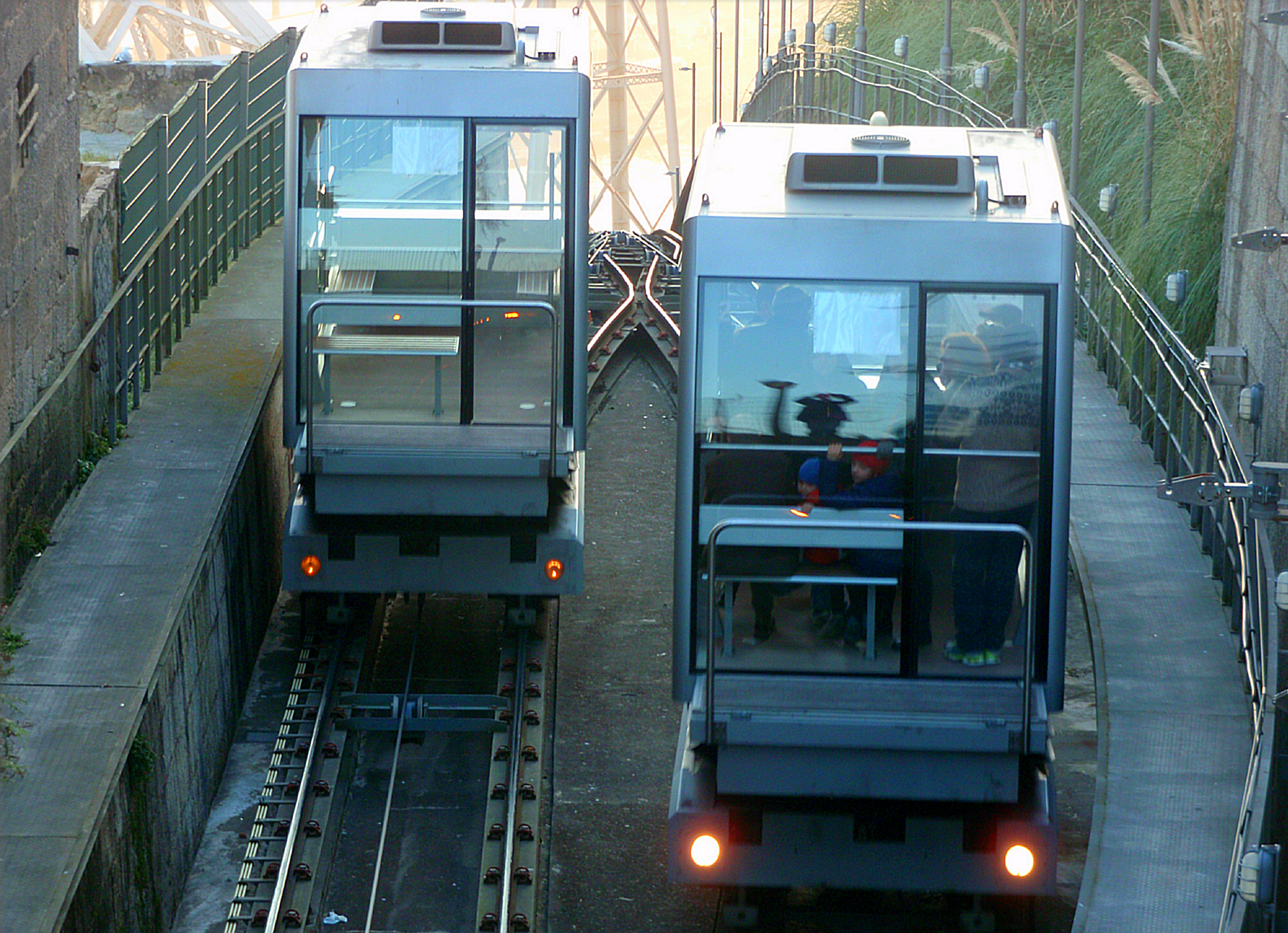
De twee voertuigen passeren elkaar
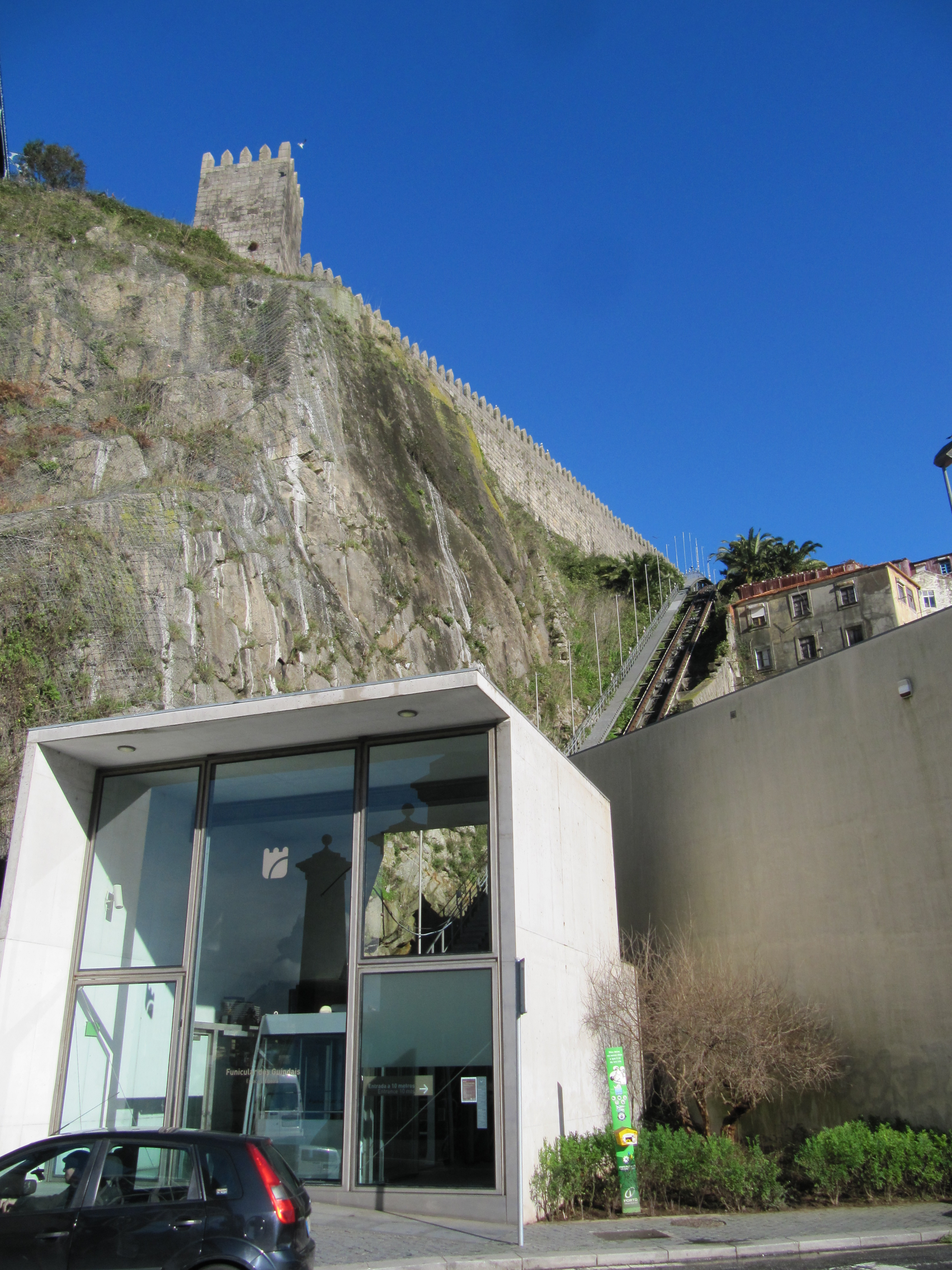
Het lage station Ribeira
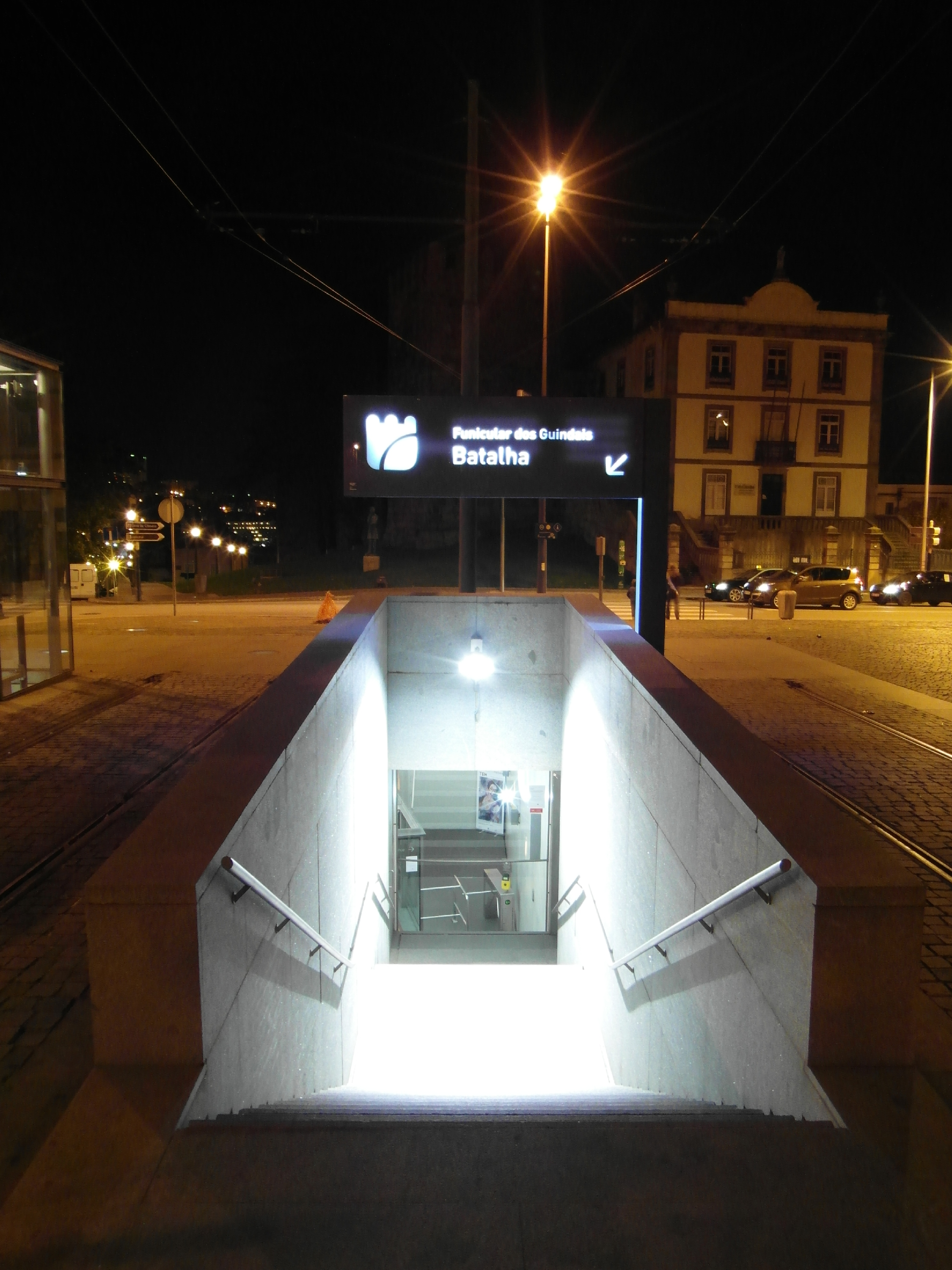
Het hoge station Batalha